# Antonio Jesús Soto
Antonio Jesús Soto Guirao (Alcantarilla, 24 de diciembre de 1994) es un ciclista español que milita en las filas del conjunto Equipo Kern Pharma.

## Trayectoria
Es un ciclista natural de Alcantarilla y residente en Librilla, Murcia. Empezó a competir con 6 años, ya que su padre, Antonio Soto, fue un buen corredor aficionado en los años ochenta. Llegó a la categoría sub-23 de la mano del conjunto Metal Lube-Ofertbikes.es. en 2013 y, tras pasar por Hostal Latorre, Telco'm y Aldro Team, recaló en el equipo del Lizarte durante las temporadas 2017 y 2018. 
En 2018 se proclamó campeón de la Copa de España Élite de ciclismo, compitiendo en el equipo ciclista del Lizarte, siendo el corredor más regular, pese a que no ganó ninguna de las ocho pruebas disputadas del calendario, pero nunca bajó de la séptima posición en ninguna carrera.
Para la temporada 2019, firmó con el conjunto del Fundación Euskadi de categoría Continental, dando así el salto profesional al ciclismo.
El 23 de mayo de 2021 logró su primera victoria como profesional en la Vuelta a Murcia, en el final de la única etapa que formaba la vuelta y con llegada en su ciudad natal, Alcantarilla.

## Palmarés
2021
- Vuelta a Murcia

## Resultados

### Grandes Vueltas
| Carrera | Carrera         | 2019 | 2020 | 2021 | 2022 | 2023 | 2024  |
| ------- | --------------- | ---- | ---- | ---- | ---- | ---- | ----- |
|         | Giro de Italia  | —    | —    | —    | —    | —    | —     |
|         | Tour de Francia | —    | —    | —    | —    | —    | —     |
|         | Vuelta a España | —    | —    | 81.º | —    | —    | 114.º |

### Vueltas menores
| Carrera | Carrera          | 2019 | 2020 | 2021  |
| ------- | ---------------- | ---- | ---- | ----- |
|         | Volta a Cataluña | —    | —    | 122.º |

### Clásicas y Campeonatos
| Carrera             | Carrera             | 2017 | 2018 | 2019 | 2020 | 2021  |
| ------------------- | ------------------- | ---- | ---- | ---- | ---- | ----- |
| España en Ruta      | España en Ruta      | 30.º | 12.º | Ab.  | —    | 100.º |
| España Contrarreloj | España Contrarreloj | 24.º | 17.º | 12.º | —    | 33.º  |

—: No participa

Ab.: Abandona

X: No se disputó

## Equipos
- Euskaltel-Euskadi (2019-2023)
  - Team Euskadi (2019)
  - Fundación-Orbea (01.2020-03.2020)
  - Euskaltel-Euskadi (04.2020-2023)
- Equipo Kern Pharma (2024-)